# Арлберг
Арлберг (на немски: Arlberg) е важен планински проход, разположен на 1793 m н.м.в.) между провинции Форарлберг и Тирол в Австрия.
Известен е с курортите Лех, Цюрс, Щубен, Санкт Христоф, Санкт Антон.